# Габріел Араужо Карвальйо
Габріел Араужо Карвальйо або просто Габріел (порт.-браз. Gabriel Araújo Carvalho; нар. 29 січня 1992, Салвадор, штат Баїя, Бразилія) — бразильський футболіст, лівий захисник.

## Кар'єра гравця
Вихованець «Крузейру». На батьківщині грав у командах «Крузейру», «Насьонал» (Нова-Серрано), «Віторія» (Салвадор), «Мадуейра» і «Макае».
У листопаді 2014 року на правах вільного агента перейшов в український клуб «Металург» (Донецьк), з яким підписав контракт терміном на 3 роки. У Прем'єр-лізі дебютував 8 листопада в грі проти «Говерли», замінивши на 76-ій хвилині матчу Миколу Морозюка. У липні 2015 року після розформування «Металурга» залишив донецький клуб. У футболці донецького клубу зіграв у 14-ти поєдинках у Прем'єр-ліги.
У січні 2016 року вирушив на перегляд у «Сталь». У лютому 2016 року підписав контракт з дніпродзержинським клубом. Не зігравши жодного поєдинку в чемпіонаті України (провів лише 2 у першості дублерів та 1 у Кубку України) в червні 2016 року залишив «Сталь».
У 2017 році став гравцем клубу «Іпіранга».

## Стиль гри
Вардан Ісраелян так охарактеризував Габріеля:
|  | Бразилець - добре підготовлений технічно, володіє хорошою швидкістю, сильний в єдиноборствах. |

## Досягнення
- Ліга Мінейро
  -  Чемпіон (1): 2011